# Ungt Val
Ungt Val var ett samarbete mellan kvällstidningen Aftonbladet och communityt LunarStorm, som i korta drag går ut på att få yngre människor mer intresserade av politik.
Tillsammans har de båda parterna bildat sidan Ungtval.se; en Internetsida där medlemmar i LunarStorm kan diskutera självvalda eller av andra valda ämnen (till exempel försvarsmakten, miljö, skatter eller jobb) samt ta del av politisk information och nyheter.
I och med valet 2006 propagerade man starkt för sitt Ungt Val 2006, i vilket medlemmarna själva fick ta ställning till vilket parti de ville rösta på. Resultatet blev som följer:

## Valresultat i 2006 års Ungt Val
| Parti                              | Procent röster 2006 | Procent röster 2002 | Minskning/ökning jämfört med 2002 (%-enheter) |
| ---------------------------------- | ------------------- | ------------------- | --------------------------------------------- |
| Moderaterna                        | 21,7                | 20,1                | +1,6                                          |
| Socialdemokraterna                 | 20,8                | 29,3                | -8,5                                          |
| Sverigedemokraterna                | 11,9                | 3,8                 | +8,1                                          |
| Folkpartiet                        | 8,4                 | 4,8                 | +3,6                                          |
| Miljöpartiet                       | 8,3                 | 10,2                | -1,9                                          |
| Vänsterpartiet                     | 7,4                 | 16,4                | -9,5                                          |
| Övriga partier                     | 5,8                 | ¹                   | ²                                             |
| Centerpartiet                      | 4,9                 | 6,1                 | -1,2                                          |
| Piratpartiet                       | 4,7                 | ¹                   | ²                                             |
| Kristdemokraterna                  | 2,6                 | 5,9                 | -3,3                                          |
| Nationaldemokraterna               | 2,1                 | ¹                   | ²                                             |
| Feministiskt initiativ             | 0,9                 | ¹                   | ²                                             |
| Junilistan                         | 0,6                 | ¹                   | ²                                             |
| Totalt³                            |                     |                     |                                               |
| M+Fp+C+Kd¹¹                        | 37,6                | 36,9                | +0,7                                          |
| S+Mp+V                             | 36,5                | 55,9                | -19,4                                         |
| Övriga icke samarbetande partier¹² | 26                  | 3,4                 | +12,6                                         |

¹=Partiet ställde inte upp i valet 2002.
²=Jämförelse ej möjlig, då partiet ej ställde upp i valet 2002.
³=Summan av alla röster blir 101%, vilket Ungtval.se uppger.
¹¹=Till riksdagen gäller den så kallade fyraprocentsspärren, vilket innebär att Kristdemokraterna inte skulle ha kommit in i riksdagen med detta valresultat. Då skulle den borgerliga alliansen fått 35,0% av rösterna; d.v.s. S+Mp+V skulle fått fler röster, samtidigt som inget av blocken skulle ha fått egen majoritet i och med att Sverigedemokraterna och Piratpartiet skulle ha kommit in i riksdagen.
¹²=Här ingår bland annat partier som Socialistiska partiet, Kommunistiska partiet, Enhet och Sjukvårdspartiet.